# ليستر هاريسون
ليه هاريسون (بالإنجليزية: Lester Harrison) هو مدرب كرة سلة أمريكي، ولد في 20 أغسطس 1904 في روتشستر في الولايات المتحدة، وتوفي في 23 ديسمبر 1997.

## وصلات خارجية
- ليستر هاريسون على موقع سبورتس رفرنس (الإنجليزية)